# Esther Christensen
Esther Christensen var en dansk atlet fra Mariendal som satte dansk rekord i højdespring med 1,36 i 1932. Hun vandt aldrig DM, da DM for kvinder først blev indført 1944.